# 程门雪
程门雪（1902年—1972年），名振辉，号九如、壶公，男，安徽婺源（今属江西）人，中国中医学家，曾任上海中医学院首任院长，第二、三届全国人大代表。